# Mitrastylus
Mitrastylus es un género  de plantas de flores perteneciente a la familia Ericaceae. Consta de dos especies.
Está considerado un sinónimo del género Erica.

## Especies seleccionadas
- Mitrastylus parkeri
- Mitrastylus pilosus